# Et Hjerte af Guld (film fra 1916)
 For alternative betydninger, se Et Hjerte af Guld. (Se også artikler, som begynder med Et Hjerte af Guld)
Et Hjerte af Guld er en dansk stumfilm fra 1916, der er instrueret af Kay van der Aa Kühle.

## Handling
Denne artikel mangler et handlingsreferat. Hjælp os med at skrive det.

## Medvirkende
- Valdemar Møller - Visberg, fabrikant
- Emil Skjerne - Johan Visberg, fabrikantens søn
- Johan Jensen - Bigum, bogholder
- Emilie Sannom - Lilly, Bigums datter
- Anna Müller - Syerske på fabrikken